# Poli Rincón
Hipólito Rincón Povedano (Madrid, 28 de abril de 1957), conocido como Poli Rincón es un exfutbolista y comentarista español.

## Carrera deportiva
Inició su carrera en el Real Madrid Castilla. Más tarde, pasó por el Díter Zafra, Recreativo de Huelva, Real Valladolid, Real Madrid (1978 a 1981) y completó su carrera en el Real Betis (1981 a 1989), donde vivió su época más destacada, alcanzando la internacionalidad y siendo máximo goleador de Primera División en la temporada 1982-83 y también alcanzó la final de la Copa de la Liga en 1986.
En las ocho temporadas que jugó en el Betis, marcó un total de 85 goles oficiales (78 en Liga, 12 en Copa, 4 en Copa de la Liga, 1 en Copa de la UEFA y 11 con la selección española), convirtiéndose en el máximo goleador de la historia bética en Primera División con 78 goles en 223 partidos y logró también el trofeo Pichichi de máximo goleador en la temporada 1982-83. Fue también campeón de Liga con el Real Madrid (1978, 1979).

## Selección española
Con la selección española jugó 22 partidos, entre ellos el memorable España - Malta (12-1), en el  Estadio Benito Villamarín, en el que consiguió 4 de los doce tantos españoles. Se quedó con ese balón. Marcó un total de 10 goles con la camiseta nacional. Esta selección acabó subcampeona de la Eurocopa de 1984 celebrada en Francia, perdiendo la final por dos goles a cero contra el equipo local en el Parque de los Príncipes.

## Trayectoria
| Club                 | País   | Año       |
| -------------------- | ------ | --------- |
| Real Madrid Castilla | España | 1976-1979 |
| Díter Zafra          | España | 1976-1977 |
| Recreativo de Huelva | España | 1977-1978 |
| Real Valladolid      | España | 1978-1979 |
| Real Madrid          | España | 1979-1981 |
| Real Betis           | España | 1981-1989 |